# Valner Franković
Valner Franković, né le 9 juillet 1968 à Raša, est un handballeur croate.
Il est notamment champion olympique en 1996.

## Palmarès
- Jeux olympiques[1]
  -  Médaille d'or aux Jeux olympiques de 1996 à Atlanta
- Jeux méditerranéens
  -  Médaille d'or aux Jeux méditerranéens de 1997 à Bari